# Gisela Jäger

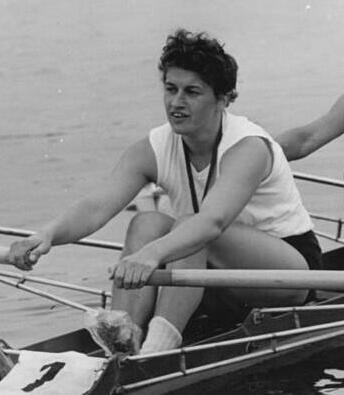
Gisela Jäger, 1970

Gisela Jäger war eine ehemalige Ruderin aus der DDR.

## Leben
Gisela Jäger startete zunächst für den SC Einheit Berlin und die TSC Oberschöneweide, bevor sie ab 1959 für die BSG Motor Baumschulenweg (heute Richtershorner RV Berlin) startete. 1957 war sie deutsche Meisterin im Einer. In den Jahren 1957 bis 1965 war sie neunmal in Folge DDR-Meisterin im Einer. Von 1968 bis 1971 gewann sie gemeinsam mit Rita Schmidt-Köppen viermal die DDR-Meisterschaft im Doppelzweier. Zusammen mit Rita Schmidt-Köppen wurde sie im Doppelzweier von 1968 bis 1970 in Berlin, Klagenfurth und Tata dreimal Europameisterin sowie 1971 in Kopenhagen Vize-Europameisterin. Frauen-Rudern war damals noch nicht olympisch und es gab auch keine Weltmeisterschaften. Die Europameisterschaften waren für Teilnehmer aus der ganzen Welt offen und galten als inoffizielle Weltmeisterschaften.  
1973 heiratete sie den zweifachen Olympiazweiten im Einer-Rudern Achim Hill.